# Bouy-sur-Orvin
Bouy-sur-Orvin település Franciaországban, Aube megyében. Lakosainak száma 54 fő (2022. január 1.). Bouy-sur-Orvin Avant-lès-Marcilly, Fontaine-Mâcon, Fontenay-de-Bossery, Soligny-les-Étangs és Traînel községekkel határos.

## Népesség
A település népessége az elmúlt években az alábbi módon változott:
| Lakosok száma | 92   | 64   | 56   | 69   | 59   | 59   | 56   | 53   | 53   | 54   |
|               | 1968 | 1982 | 1990 | 2006 | 2013 | 2015 | 2017 | 2019 | 2020 | 2022 |